# در موقعیتی دشوار
در موقعیتی دشوار (به انگلیسی: Against the Ropes) فیلمی محصول سال ۲۰۰۴ و به کارگردانی چارلز اس. داتون است. در این فیلم بازیگرانی همچون مگ رایان، عمر اپس، تونی شالهوب، تیم دالی، کری واشینگتن، چارلز اس. داتون، دین مک‌درموت، اسکای مک‌کول بارتوزیاک، هولت مک‌کالانی، توری کیتلز، داگ لنوکس، ایدن دوین و نواه دانبی ایفای نقش کرده‌اند.